# وست آیلند (جزایر کوکوس)
وست آیلند (به انگلیسی: West Island) پایتخت جزایر کوکوس متعلق به کشور استرالیا است که ۱۹۰ نفر جمعیت دارد.